# David Zwilling
David Zwilling, né le 24 août 1949 à Abtenau, est un ancien skieur alpin autrichien.

## Palmarès

### Jeux olympiques d'hiver
| Épreuve / Édition | Descente | Slalom géant | Slalom |
| JO 1972 Sapporo   | —        | 7e           | 7e     |

### Championnats du monde
| Épreuve / Édition          | Descente    | Slalom géant | Slalom | Combiné     |
| Mondiaux 1970 Val Gardena  | —           | 13e          | —      | —           |
| JO 1972 Sapporo            | Non-partant | 7e           | 7e     | Non-partant |
| Mondiaux 1974 Saint-Moritz | Or          | Disqualifié  | Argent | Abandon     |

### Coupe du monde
- Meilleur résultat au classement général : 2e en 1973
  - 2 victoires : 2 géants
  - 8 podiums

#### Saison par saison
- Coupe du monde 1969 :
  - Classement général : 44e
- Coupe du monde 1970 :
  - Classement général : 30e
- Coupe du monde 1971 :
  - Classement général : 7e
    - 1 victoire en géant : Aare
- Coupe du monde 1972 :
  - Classement général : 15e
- Coupe du monde 1973 :
  - Classement général : 2e
    - 1 victoire en géant : Madonna di Campiglio
- Coupe du monde 1974 :
  - Classement général : 7e
- Coupe du monde 1975 :
  - Classement général : 26e

### Arlberg-Kandahar
- Vainqueur du Kandahar 1974 à Garmisch